# Sud Mennucci
Sud Mennucci (Piracicaba, 20 de janeiro de 1892 — São Paulo, 22 de julho de 1948) foi um educador, geógrafo, sociólogo, jornalista e escritor brasileiro.

## Biografia
Filho de imigrantes italianos da região de Lucca, nasceu em Piracicaba e formou-se na Escola Normal dessa cidade em 1910. No mesmo ano, partiu para lecionar em Cravinhos, depois em Dourado e finalmente Piracaia, antes de em 1913 embarcar para um curso na Escola de Aprendizes da Marinha em Belém do Pará. Voltou em 1914 e assumiu o cargo de professor em Porto Ferreira. Em 1920 foi nomeado Delegado de Ensino em Campinas e transferido no ano seguinte para Piracicaba.
Em 1925, a convite de Júlio de Mesquita, veio para São Paulo para trabalhar na redação do jornal O Estado de S. Paulo. Em 1930 foi diretor do jornal O Tempo e logo em seguida assumiu o cargo de diretor do Diário Oficial do Estado de São Paulo. Em 1931 tornou-se Diretor-Geral do Ensino (cargo equivalente a Secretário Estadual da Educação) até maio de 1932; depois da Revolução Constitucionalista, em 1933, assumiu o cargo novamente por um curto período.
Foi um dos fundadores do Centro do Professorado Paulista em 1930 e seu presidente por dezoito anos. Professor e jornalista, trabalhou por todos os anos 1930 na Comissão de Estudo de Redivisão Municipal do Estado e foi um árduo defensor do Ensino Rural no Brasil. Em 1943 assumiu como diretor do jornal O Estado de S. Paulo, sob intervenção, e como Diretor-Geral do Ensino pela terceira vez. Ocupou ambos os cargos até outubro de 1945.
Foi também escritor, tendo sido sua obra mais famosa A Crise Brasileira de Educação, na qual defendia o ensino rural no Brasil, obra premiada pela Academia Brasileira de Educação.
Casou-se em 1917 em Porto Ferreira com Maria de Oliveira Mennucci e teve cinco filhos. Faleceu em 1948, na Vila Mariana, onde sempre morou durante sua vida na capital paulista, vítima de uma rara doença chamada "pressão alta maligna", com apenas 56 anos. Como morava na rua Capitão Cavalcanti, quiseram-no homenagear mudando o nome desta rua para o dele após sua morte. Como não se podia alterar rua que já homenageasse pessoas (lei da época), mudaram o nome da rua Araxans, que ficava ao lado.

## Livros publicados
| - Alma contemporânea, 1918; - Húmor, 1923; - Rodapés, crítica literária, 1927; - A crise brasileira de educação, 1930; - A escola paulista, 1930; - Brasil desunido, 1932; - Cem anos de instrução pública, 1932; - O que fiz e o que pretendia fazer, 1932; - História do Diário Oficial, 1934; | - Aspectos piracicabanos do ensino rural, 1934; - Pelo sentido ruralista da civilização, 1935; - Corografia do Estado de São Paulo, 1936; - O precursor do abolicionismo no Brasil - Luiz Gama, 1938; - O pensamento de Alberto Torres, 1939; - À margem das Cartas Chilenas, 1942; - Machado de Assiz, 1943; - Discursos e conferências ruralistas, 1946 |